# Parafia Ostatniej Wieczerzy w Rostowie nad Donem
Parafia Ostatniej Wieczerzy w Rostowie nad Donem – rzymskokatolicka parafia znajdująca się w Rostowie nad Donem, w diecezji św. Klemensa w Saratowie, w dekanacie rostowskim. Parafię prowadzą salezjanie z Inspektorii pw. św. Wojciecha w Pile.

## Historia
Pierwszy kościół katolicki w rejonie współczesnego Rostowa nad Donem został wybudowany przez Wenecjan w 1358 w Azowie. Parafia Ostatniej Wieczerzy w Rostowie nad Donem istniała w XIX w. Prócz kościoła należały do niej szkoła, biblioteka i dom pomocy biednym. Liczyła wówczas ponad 5000 wiernych. Przestała ona funkcjonować w czasach komunizmu (kościół ostatecznie został zamknięty w 1951 i następnie przebudowany na budynek mieszkalny).
Gdy w lipcu 1992 r. przyjechał do Rostowa nad Donem administrator apostolski europejskiej części Rosji bp Tadeusz Kondrusiewicz, powitało go ok. 100 katolików. Erygował on wówczas w mieście parafię, która w 1993 została powierzona salezjanom. Władze miasta w ramach rekompensaty za znacjonalizowany przedrewolucyjny kościół, przekazały parafii działkę. 25 grudnia 1996 uzyskano pozwolenie na budowę kościoła i centrum duchowno-charytatywnego. Początkowo zbudowano centrum, oddane do użytku w 1998. Kościół zbudowano w 2002.
Kościół był atakowany przez prawosławnych, m.in. poprzez święcenie z helikoptera budynku wodą święconą przez prawosławne duchowieństwo oraz ostrzał kościoła z broni palnej. Trudności czyniły również władze państwowe, cofając wizy dwóm kolejnym proboszczom parafii.
Obecnie parafia liczy ok. 300 wiernych, z których ok. połowy stanowią Ormianie, którzy z powodu braku ormiańskokatolickiego kapłana w mieście korzystają z posługi łacinników. Głównym językiem duszpasterstwa jest rosyjski. Okazjonalnie odprawiane są msze święte po ormiańsku oraz raz w miesiącu po angielsku, głównie dla studiujących w mieście katolików z Afryki. Przy parafii działa salezjański Dom Zakonny pw. bł. Stefana Sándora.